# Another Side
Another Side – debiutancki album Corbina Bleu wydany przez Hollywood Records 1 maja 2007 roku.

## Lista utworów
1. "Deal with It" (Remee, Jay Sean, Joe Belmatti, Mich Hansen) – 3:04
2. "Stop" (featuring JKing) (Lambert Waldrip, Drew Jordan) – 3:24
3. "Roll with You" (David Kopatz, Hansen, Belmaati) – 2:59
4. "She Could Be" (Andrew Fromm, Christopher Rojas, Arnie Roman) – 3:26
5. "I Get Lonely" (Shaffer Smith, Melvin Spankman, Marcus Allen) – 3:35
6. "We Come to Party" (Matthew Gerrard, Robbie Nevil, C. Bleu) – 3:04
7. "Mixed Up" (Bleu, Damon Sharpe, Greg Lawson, Brian Way) – 2:54
8. "Still There for Me" (featuring Vanessa Hudgens) (Gerrard, Bridget Benenate, Nicolas Carter) – 3:39
9. "Marchin'" (Sharpe, Lawson, Jonas Jeberg, Simon Brenting) – 3:02
10. "Never Met a Girl like You" (Gerrard, Nevil, Bleu) – 3:40
11. "Homework" (featuring JKing) (Steven Durham, Dalevertis Hurd, Bleu, Jaime King, Jr.) – 2:58
12. "Push It to the Limit" (Gerrard, Nevil) – 3:14